# Podochlus subantarcticus
Podochlus subantarcticus är en tvåvingeart som beskrevs av Lars Zakarias Brundin 1966. Podochlus subantarcticus ingår i släktet Podochlus och familjen fjädermyggor. Inga underarter finns listade i Catalogue of Life.